# Stronghold (série de jeux vidéo)
Stronghold est une série de jeux vidéo de stratégie en temps réel, ayant pour contexte l'époque médiévale.
Depuis le premier opus sorti en 2001, la saga s'est imposée comme une référence dans le genre stratégique. Le joueur y incarne un seigneur de guerre devant défendre construire et défendre sa forteresse, tout en conquérant celle de ses ennemis.

## Système de jeu
La saga Stronghold repose sur trois aspects : construction, gestion et expansion. Que les graphismes soient en 2D ou en 3D, chaque opus repose sur l'idée d'établir une forteresse et d'y construire une armée.
La variété des bâtiments et des unités permet une importante rejouabilité, ainsi que celle du terrain qui pousse les joueurs à appliquer des stratégies innovantes. 
Dès le premier opus et ses deux spin-offs, le concept a largement été acclamé par la critique, au point qu'un remaster du premier jeu a été publié en 2023. Le passage à la 3D avec Stronghold 2 a été un tournant marquant pour la licence, la recette de la saga ayant été maintenu plusieurs années après. Stronghold Warlords, qui propose pour la première fois de découvrir l'Asie médiévale en 2021, n'a cependant pas rencontré le succès escompté. 
Deux spin-offs ont vus le jour sur smartphone (iOS et android): Stronghold Kingdoms en octobre 2012 et Stronghold Castles en aout 2024.
Un nouvel opus de la saga est actuellement en développement, sur l'Unreal Engine 5.

## Jeux
| 2001 | Strongold                                          |
| 2002 | Stronghold : Crusader                              |
| 2003 |                                                    |
| 2004 |                                                    |
| 2005 | Stronghold 2                                       |
| 2006 | Stronghold Legends                                 |
| 2007 |                                                    |
| 2008 |                                                    |
| 2009 |                                                    |
| 2010 |                                                    |
| 2011 | Stronghold 3                                       |
| 2012 | Stronghold Kingdoms                                |
| 2013 |                                                    |
| 2014 | Stronghold Crusader II                             |
| 2015 |                                                    |
| 2016 |                                                    |
| 2017 |                                                    |
| 2018 |                                                    |
| 2019 |                                                    |
| 2020 |                                                    |
| 2021 | Stronghold Warlords                                |
| 2022 |                                                    |
| 2023 | Stronghold : Definitive Edition                    |
| 2024 | Stronghold Castles                                 |
| 2025 | Stronghold Crusader : Definitive Edition (à venir) |

| Jeu                                      | Editeur                 | Date de sortie    |
| ---------------------------------------- | ----------------------- | ----------------- |
| Stronghold                               | Gathering of Developers | 19 octobre 2001   |
| Stronghold : Crusader                    | Gathering of Developers | 24 septembre 2002 |
| Stronghold 2                             | 2K                      | 29 avril 2005     |
| Stronghold Legends                       | 2K                      | 13 octobre 2006   |
| Stronghold 3                             | SouthPeak Games         | 25 octobre 2011   |
| Stronghold Kingdoms                      | Firefly Studios         | 17 octobre 2012   |
| Stronghold Crusader II                   | Firefly Studios         | 23 septembre 2014 |
| Stronghold Warlords                      | Firefly Studios         | 9 mars 2021       |
| Stronghold: Definitive Edition           | Firefly Studios         | 7 novembre 2023   |
| Stronghold Castles                       | Firefly Studios         | 29 aout 2024      |
| Stronghold Crusader : Definitive Edition | Firefly Studios         | 15 juillet 2025   |